# Michela Sillari

a Compétitions nationales et continentales officielles uniquement.

b Matchs officiels uniquement.
Michela Sillari, née le 23 février 1993, est une joueuse internationale italienne de rugby à XV, évoluant au poste de centre. Elle joue au Valsugana Padoue.

## Biographie
Michela Sillari commence le rugby à XV à l'âge de sept ans, à l'école de rugby de l'Amatori Parma. Elle joue successivement à Noceto et aux Lupe Piacenza.[réf. nécessaire]
À dix-huit ans, elle rejoint Rugby Colorno, en 2011, et l'année suivante, elle est sélectionnée pour la première fois en équipe d'Italie contre l'Angleterre au cours du Tournoi des Six Nations 2012[réf. nécessaire]. 
En 2016, alors qu'elle vient d'obtenir sa licence à l'université, elle décide de couper et de vivre une expérience de vie différente. Elle part en Angleterre faire une saison avec les Aylesford Bulls (en) (futures Harlequins), en compagnie de Manuela Furlan et Jessica Busato. L’expérience se conclut par un titre national auquel elle contribue avec notamment deux essais en finale.
En 2019, elle est sélectionnée pour le Tournoi des Six Nations.
Elle a participé aux Coupes du monde 2017 et 2021.[réf. nécessaire]
Elle est la meilleure marqueuse italienne en activité.
En août 2023, elle est sélectionnée pour disputer la première édition du WXV en Afrique du Sud.
Début 2024, elle fait partie des joueuses mises sous contrat par la fédération italienne. Lors de la première journée du Tournoi contre l'Angleterre, elle subit un « crocodile roll » qui lui vaut une fracture du plateau tibial.
Elle est forfait pour le reste de la compétition.
Dans sa vie en dehors du sport, Michela Sillari est ingénieure civile, diplômée de l'Université de Parme.

## Palmarès
- Vainqueur du Championnat d'Angleterre en 2017.
- Vainqueur du Championnat d'Italie en 2018, 2022 et 2023.